# 15e cérémonie des Aigles d'or
 (décembre 2024).
Motif : Certains titres français mentionnés sont peut-être des traductions littérales et donc n'existent pas en tant que titres. La présentation doit donc être différente pour ne pas créer d'ambiguïté.
La 15e cérémonie des Aigles d'or, organisée par l'Académie russe des sciences et des arts cinématographiques, s'est déroulée à Mosfilm à Moscou le 27 janvier 2017 et a récompensé les films, téléfilms et séries russes sortis en 2016.
Cette année, trois nouvelles catégories ont été ajoutées : « Meilleur court-métrage », « Meilleur maquillage » et « Meilleurs effets spéciaux ».

## Palmarès

### Aigle d'or du meilleur film
- Paradis (Рай) d'Andreï Kontchalovski
  - Le Duelliste (Дуэлянт) d'Alexeï Mizguirev
  - Le Brise-glace (Ледокол) de Nikolay Khomeriki
  - Collectionneur (Коллектор) d'Alexeï Krasovski
  - The Crew (Экипаж) de Nikolaï Lebedev

### Aigle d'or du meilleur téléfilm ou mini-série (jusqu'à 10 épisodes)
- Klim (Клим) de Karen Oganesian
  - Monnaie (Деньги) d'Egor Anachkine
  - Fartsa (Фарца) d'Egor Baranov

### Aigle d'or de la meilleure série télévisée (plus de 10 épisodes)
- Le Don paisible (Тихий Дон) de Sergueï Oursouliak
  - Margarita Nazarova (Маргарита Назарова) de Konstantin Maksimov
  - Méthode (Метод) de Youri Bykov

### Aigle d'or du meilleur documentaire
- Défenses sanglantes (Кровавые бивни) de Sergueï Iastrjembski
  - 24 neiges (24 снега) de Mikhail Barinine
  - Vols oubliés (Забытые полёты) d'Andreï Osipov

### Aigle d'or du meilleur court métrage
- Maman (Мама) de Kirill Pletnyov
  - Brutus (Брут) de Konstantin Fam
  - Eh bien, bonjour, Oksana Sokolova ! (Ну, здравствуй, Оксана Соколова!) de Kirill Vassiliev

### Aigle d'or du meilleur film d'animation
- Chat et souris (Кот и мышь) de Natalia Chernysheva
  - Gris, le (pas si) grand méchant loup (Волки и овцы: Бе-е-е-зумное превращение) de  Andrey Galat et Maksim Volkov
  - Moroshka (Морошка) de Polina Minchenok

### Aigle d'or du meilleur réalisateur
- Andreï Kontchalovski pour Paradis
  - Alexeï Mizguirev pour Le Duelliste
  - Nikolaï Lebedev pour The Crew

### Aigle d'or du meilleur scénario
- Iouri Arabov pour Le Moine et le démon
  - Alexeï Krasovski pour Collectionneur
  - Andreï Kontchalovski et Elena Kiseliova pour Paradis

### Aigle d'or du meilleur acteur au cinéma
- Ivan Yankovski pour son rôle dans La Dame de pique
  - Piotr Fiodorov pour son rôle dans Le Duelliste
  - Danila Kozlovski pour son rôle dans The Crew

### Aigle d'or de la meilleure actrice au cinéma
- Ioulia Vyssotskaïa pour son rôle dans Paradis
  - Ksenia Rappoport pour son rôle dans La Dame de pique
  - Victoria Issakova pour son rôle dans Le Disciple

### Aigle d'or du meilleur acteur dans un second rôle
- Sergei Shakurov pour son rôle dans The Crew
  - Roman Madianov pour son rôle dans Le Moine et le démon
  - Sergey Gazarov pour son rôle dans The Crew

### Aigle d'or de la meilleure actrice dans un second rôle
- Ielena Iakovleva son rôle dans Le meilleur jour
  - Youlia Aoug son rôle dans Le Disciple
  - Irina Pegova  pour son rôle dans The Crew

### Aigle d'or du meilleur acteur à la télévision
- Konstantin Lavronenko pour son rôle dans Klim
  - Constantin Khabenski pour son rôle dans Méthode
  - Evgeni Tkachuk pour son rôle dans Le Don paisible

### Aigle d'or de la meilleure actrice à la télévision
- Olga Pogodina pour son rôle dans Margarita Nazarova (ru)
  - Ioulia Peressild pour son rôle dans Lyudmila Gurchenko (ru)
  - Svetlana Ivanova pour son rôle dans L'enquêteur Tikhonov

### Aigle d'or de la meilleure photographie
- Maxim Osadchy pour Le Duelliste
  - Alexandre Simonov pour Paradis
  - Vladislav Opelyants pour Le Disciple

### Aigle d'or des meilleurs décors
- Andreï Ponkratov pour Le Duelliste
  - Alexander Adabashyan pour Il était une fois nous
  - Vladimir Yuzhakov pour Contribution

### Aigle d'or des meilleurs costumes
- Tatiana Patrakhaltseva pour Le Duelliste
  - Inessa Snezhkina pour Contribution
  - Natalya Ershova pour Le secret de la reine des neiges

### Aigle d'or de la meilleure musique
- Artiom Vasiliev pour The Crew
  - Igor Vdovin pour Le Duelliste

### Aigle d'or du meilleur montage
- Konstantin Lartchenko pour The Crew
  - Karolina Machievskaya pour La Dame de pique
  - Ivan Lebedev pour Le Brise-glace

### Aigle d'or du meilleur son
- Alexeï Samodelko pour The Crew
  - Rostislav Alimov pour Le Duelliste
  - Alexander Kopeikin pour Le Brise-glace

### Aigle d'or du meilleur maquillage
- Elena Fomitchev pour La Dame de pique
  - Marina Krasnovidova pour Le Duelliste
  - Natalya Gracheva pour Contribution

### Aigle d'or des meilleurs effets spéciaux
- Studio CGF pour The Crew
  - Studio Main Road Post pour Le Duelliste
  - Studio Amalgama VFX, Algous studio, Argunov studio, Sci-FX studio et Film Direction FX pour Le Brise-glace

### Aigle d'or du meilleur film étranger
- The Revenant d'Alejandro González Iñárritu
  - Café Society de Woody Allen
  - Le Pont des espions de Steven Spielberg

### Prix spécial
- Vasily Livanov pour sa contribution au cinéma. (Le prix a été remis par Nikita Mikhalkov )

## Statistiques

### Récompenses/nominations multiples
Film :
- 5/10 : The Crew
- 3/10 : Le Duelliste
- 3/5 : Paradis
- 2/4 : La Dame de pique
- 1/2 : Le Moine et le démon
- 1/1 : Défenses sanglantes, Maman, Chat et souris, Le meilleur jour, The Revenant
- 0/4 : Le Brise-glace
- 0/3 : Le Disciple et Contribution
- 0/2 : Collectionneur

Télévision :
- 2/2 : Klim
- 1/2 : Le Don paisible, Margarita Nazarova
- 0/2 : Méthode